# Tercillat
Tercillat, auf Okzitanisch „Tercilhac“, ist eine Gemeinde im Zentralmassiv in Frankreich. Sie gehört zur Region Nouvelle-Aquitaine, zum Département Creuse, zum Arrondissement Guéret und zum Kanton Boussac. Sie grenzt im Norden an das Département Indre, im Osten an Nouzerines, im Süden an Bétête und im Westen an La Cellette. Die Bewohner nennen sich Tercillatois.

## Geschichte
Während der Französischen Revolution hieß die Ortschaft „Tercillat-et-Saint-Paul“. Später bekam sie den Namen „Tercillac-Lepeletier“ als Hommage an den Politiker Louis-Michel Le Peletier de Saint-Fargeau (* 1760, † 1793). Seit 1799 heißt die Gemeinde offiziell „Tercillat“.

### Bevölkerungsentwicklung
| Jahr      | 1962 | 1968 | 1975 | 1982 | 1990 | 1999 | 2008 | 2013 |
| --------- | ---- | ---- | ---- | ---- | ---- | ---- | ---- | ---- |
| Einwohner | 376  | 322  | 279  | 225  | 206  | 200  | 172  | 159  |

## Sehenswürdigkeiten

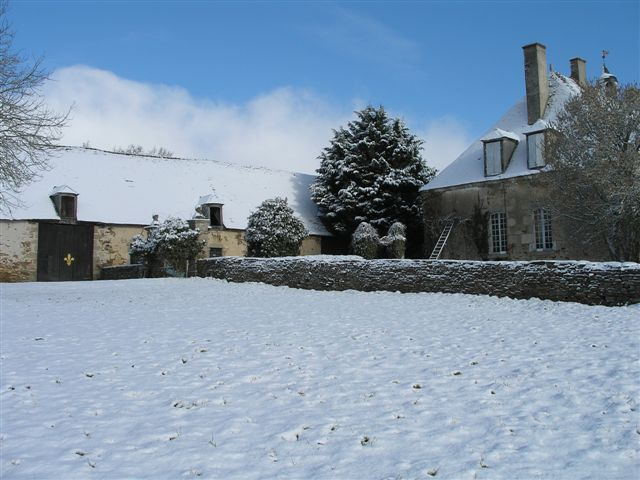
Château du Puy

- Prioratskapelle Saint-Paul
- Kirche Saint-Sulpice
- Château du Puy